# أغصان (مسرحية)
أغصان، هي مسرحية من كتابة جورج فورث وعُرضت لأول مرة في برودواي عام 1971.

## نظرة عامة
تتكون المسرحية من أربعة أجزاء تتناول ثلاث شقيقات ووالدتهن، ويركز كل جزء على امرأة واحدة وهي تواجه قضايا مختلفة مع الرجل الذي في حياتها. "إيميلي" هي أرملة حديثة العهد، تنتقل إلى شقة جديدة وتجد نفسها منجذبة إلى مالك شركة النقل. "سيليا" هي زوجة رقيب سابق متعصب في الجيش، تركها وحيدة بعد أن تم لم شمله مع إحدى أصدقائه. بينما تحاول كل من "دوروثي" وزوجها التجسس بحذر على بعضهما البعض بطريقة خفية لمعرفة ما إذ كان كل واحد منهما مخلص للأخر، ويتم ذلك بينما يحتفلان بذكرى زواجهما الـ25. والأخيرة هي الأم الحاكمة العنيدة الأيرلندية التي نهضت من سرير الموت لتطلب من الكاهن أن يُقدس زواجها الغير تقليدي من رجل هولندي.

## الإنتاج
كتب فورث مسرحيته بهدف أن تكون عرضًا فنيًا متكاملًا لممثلة واحدة تؤدي الأدوار الأربعة. عُرضت المسرحية للمرة الأولى في برودواي في مسرح "برودهورست" في 14 نوفمبر 1971، (العرض المسبق كان في 9 نوفمبر). ثم عُرضت في مسرح "بلايماوث" في 5 يناير 1972 وأنتهت عروضها في 23 يوليو 1972 بعدما أن تم عرضها 289 مرة بالإضافة الى 7 عروض مسبقة. أُخرجت من قبل ميخائيل بينيت وشمل طاقم التمثيل سادا تومسون وكونراد باين وسايمون اوكلاند. وعمل بوب افيان كمساعد إنتاج. وفازت سادا تومسون بجائزة التوني وجائزة دراما ديسك لأدائها. 
قدم ستيفن سونديم الموسيقى الخلفية، بما في ذلك أغنية مخصصة ل"سيليا" بعنوان "Hollywood and Vine".  

## اسم المسرحية
اسم المسرحية مشتق من اقتباس كتبه أليكسندر بوب عام 1773 في كتابه Moral Essays، وفيه يقول: "Just as the twig is bent, the tree's inclined، أي "كما ينحني الغصن، تميل الشجرة". والشجرة ترمز الى الأم في المسرحية، بينما تشير الأغصان الى البنات الثلاثة.

## الفيلم والتلفاز
قام فيرث بتحويل مسرحيته إلى فيلم تلفزيوني في عام 1975 من إخراج آلان أركين وكلارك جونسون، وشمل طاقم التصوير كارول بيرنت وإد أسنر وليام دان وبات هنغل وقاري بورغوف وباين الذي قام بإعادة إحياء دوره المسرحي للتلفاز، عُرض الفيلم على قناة CBS في 6 مارس 1975.
تم صناعة فيلم تلفزيوني ثاني في عام 1982 بتمثيل كلوريس ليتشمان. وتمت إذاعته في 7 نوفمبر 1982 على قناة الترفيه.

## وصلات خارجية
- https://www.youtube.com/watch?v=vco_BKS7bqo

## المزيد من القراءة
مانديلباوم، كين (١٩٩٠). "خط الجوقة" ومسرحيات مايكل بينيت الموسيقية. دار نشر سينت مارتينز. ISBN 0-312-04280-9
كيلي، كيفين (١٩٩٠). شعور واحد فقط: قصة مايكل بينيت. نيويورك: دوبلداي.  ISBN 0-385-26125-X.

## روابط خارجية
أغصان في قاعدة بيانات  برودواي على الإنترنت
أغصان في قاعدة بيانات الأفلام على الإنترنت